# Adam Edström
Adam Edström, född 12 oktober 2000 i Karlstad, är en svensk professionell ishockeyspelare (forward) som spelar för New York Rangers i NHL.
Hans moderklubb är Hammarö HC.